# 中部弁護士会連合会
中部弁護士会連合会（ちゅうぶべんごしかいれんごうかい、Chubu Federation of Bar Associations）は、全国に8つある弁護士会連合会（通称・ブロック弁連）の内の1つである。略称は中弁連 (ちゅうべんれん)・中部弁連（ちゅうぶべんれん）。
名古屋高等裁判所の管轄区域にある愛知県・岐阜県・三重・福井・金沢・富山県の中部地区6県の弁護士会を統轄する組織である。

## 事業内容
- 日本弁護士連合会との連携事業。
- 中部地区6県の弁護士会との連携事業。

## 所在地
- 〒460-0001 愛知県名古屋市中区三の丸1-4-2